# Melissa (prénom)
 (avril 2010).
Si vous disposez d'ouvrages ou d'articles de référence ou si vous connaissez des sites web de qualité traitant du thème abordé ici, merci de compléter l'article en donnant les références utiles à sa vérifiabilité et en les liant à la section « Notes et références ».
Pour les articles homonymes, voir Melissa.
Melissa (ou Mélissa) est un prénom, dont l'étymologie vient du grec ancien mélissa (μέλισσα) qui signifie abeille.
En France, ce prénom féminin a été donné 67 838 fois depuis 1900. Il est plus souvent attribué aux filles et obtient, en 1997, la 30e place des prénoms les plus donnés.
Très répandu dans les années 1980, il n'est presque plus utilisé depuis 1998. Il a notamment été très utilisé au milieu des années 1980 après le succès de la chanson Mélissa de Julien Clerc.
Plusieurs chansons et poèmes sont basés sur ce prénom.